# Madame Claude (album)
Pour les articles homonymes, voir Madame Claude (homonymie) et Claude.
Albums de Serge Gainsbourg
L'Homme à tête de chou
(1976) Goodbye Emmanuelle
(1977)
Madame Claude de Serge Gainsbourg est la bande originale du film de Just Jaeckin "Madame Claude", éditée en 1977.

## Liste des titres
| No  | Titre                                  | Durée |
| --- | -------------------------------------- | ----- |
| 1.  | Diapositivisme                         |       |
| 2.  | Discophotèque                          |       |
| 3.  | Mi Corasong                            |       |
| 4.  | Ketchup In The Night                   |       |
| 5.  | Fish-eye Blues                         |       |
| 6.  | Téléobjectivisme                       |       |
| 7.  | Putain Que Ma Joie Demeure             |       |
| 8.  | Burnt Island                           |       |
| 9.  | Yesterday Yes A Day (avec Jane Birkin) |       |
| 10. | Dusty Lane                             |       |
| 11. | First Class Ticket                     |       |
| 12. | Long Focal Rock                        |       |
| 13. | Arabysance                             |       |
| 14. | Passage À Tabacco                      |       |
| 15. | Yesterday On Fender                    |       |